# 电报局、电灯台 (刘公岛)
电报局、电灯台，位于山东省威海市环翠区刘公岛，为全国重点文物保护单位“刘公岛甲午战争纪念地”之一。现隶属中国甲午战争博物馆。

## 简介
北洋海军时期，在刘公岛设立电报局、电灯台（即探照灯台）。从旗顶山向东约200米为一座很平整的山头，山头上有座三层六角攒尖顶红琉璃瓦亭子，当年是北洋海军刘公岛基地的信号台，如今是刘公岛森林公园观望台。自此折向东北约100余米是另一座石山，为当年的刘公岛电灯台，用来监视威海湾北口。
甲午战争日军获胜占领威海。1895年2月17日，日本联合舰队入威海港。2月21日，日军陆地测量部人员登上刘公岛，循黄岛、公所后、旗顶山一线自西向东拍摄照片，重点是铁码头东西的建筑及港内舰船、黄岛炮台、信号台、电灯台等。据此，战后日军参谋本部编辑出版《明治廿七八年日清战史》，其中收有“威海卫港刘公岛信号台及电灯台”照片。
1988年“电报局、电灯台”作为“刘公岛甲午战争纪念地”之一被公布为全国重点文物保护单位。